# Lucifugum
I Lucifugum sono una band black metal proveniente dall'Ucraina e nata nel 1995.

## Storia del gruppo
I Lucifugum sono stati fondati da Khlyst (Igor Naumchuk) nel 1995 a Zhytomyr. Inizialmente Khlyst è rimasto nelle retrovie, occupandosi della composizione e dei testi e lasciando suonare Faunus (voce) e Bal-a-Myth (chitarra e basso) al suo posto, fino al 2002, ossia in seguito alla defezione di Faunus e alla morte di Bal-a-Myth. Elena Naumchuk (alias Stabaath) è entrata a far parte dei Lucifugum nel 2004. Igor ed Elena Naumchuk sono anche i proprietari dell'etichetta Propaganda. Nel 2005 è uscito Vector33, il primo album in studio del gruppo interpretato da Stabaath, nel quale si è occupata sia della chitarra che del basso e della voce. Nel corso degli anni, lo stile musicale dei Lucifugum si è evoluto. Il primo periodo del gruppo può essere descritto come black metal sinfonico (1996-2000), gradualmente sostituito da thrash metal accompagnato da elementi di death metal (2001-2003), quindi da black metal puro dal 2004. Il 28 luglio 2014 pubblicano un nuovo album chiamato Sublimessiah .

## Attuale
- Khlyst (Igor Naumchuk) - voce (2014-), poesia (1995-), batteria (2008-)
- Stabaath (Elena Naumchuk) - voce, chitarra, basso (2004-)

### Ex membri
- Bal-a-Myth – chitarra, basso (1995-2002)
- Faunus – voce (1995-2001)

## Discografia

### Demo
- Gates of Nocticula - 1996
- Path of Wolf - 1996
- Through the Indifferent Sky - 1997

### Album
- on the sortilage of christianity - 1999
- On hooks to pieces! - 2000
- …and the Wheel keeps crunching… - 2001
- Stigma Egoism - 2002
- …back to chopped down roots - 2003
- Sociopath: philosophy cynicism - 2003
- Vector33 - 2005
- The Supreme Art of Genocide - 2005
- Involtation - 2006
- Sectane Satani - 2007
- Acme Adeptum – 2008
- Xa Heresy - 2010
- Od Omut Serpenti - 2012
- Sublimessiah - 2014
- Agonia Agnosti - 2016
- Infernalistica - 2018
- Tri Nity Limb Ritual - 2020